# GLITTER (白石涼子のアルバム)
『GLITTER』（グリッター）は、白石涼子のオリジナルアルバム。2009年8月5日にスターチャイルドから発売された。

## 解説
初回限定盤にはプレゼント抽選応募券、および2009年春のスターチャイルドフェスティバルにおける、白石のライブパートを収録したDVDが封入された。

## 収録曲

### CD
1. Hatch
  - 作詞:只野菜摘、作曲:多胡邦夫、編曲:ats-
  - 文化放送系ラジオ『白石涼子の聞かなきゃ☆そん♪Song!』メインテーマソング
2. みらいかぜ
  - 作詞:来生えつこ、作曲:市川淳、編曲:上杉洋史
3. ソラ色のつばさ
  - 作詞:Asami、作曲・編曲:恩田快人
  - テレビアニメ『ひまわりっ!!』オープニングテーマ
4. Love Goes Round
  - 作詞:岩里祐穂、作曲:大凪樹、編曲:宅見将典
5. キラリフタリ
  - 作詞:松井五郎、作曲:岡田実音、編曲:西川進
  - テレビ東京系テレビアニメ『夏のあらし!』エンディングテーマ
6. 逢いたいシ・ル・シ
  - 作詞:松井五郎、作曲:五戸力、編曲:宇佐美宏
7. 誰にも似てないこの心で
  - 作詞:及川眠子、作曲・編曲:宇佐美宏
8. Hi-jump
  - 作詞:白石涼子&そん♪Song!リスナーズ、作曲・編曲:たかはしごう
  - 文化放送系ラジオ『白石涼子の聞かなきゃ☆そん♪Song!』メインテーマソング
9. ダリアな気持ち
  - 作詞:吉田朋代、作曲・編曲:市川淳
10. 明日を指す光
  - 作詞:山田ひろし、作曲・編曲:オオバコウスケ
11. 感じるパワー
  - 作詞:白石涼子&そん♪Song!リスナーズ、作曲・編曲:山崎燿
  - 文化放送系ラジオ『白石涼子の聞かなきゃ☆そん♪Song!』メインテーマソング

DVD 
1. STARCHILD FESTIVAL 2009 spring
  1. 太陽のかけら
  2. 感じるパワー
  3. キラリフタリ
2. 白石涼子のそん♪Song! GLITTER'S TV